# Heinrich Welsch (Politiker)
Heinrich Welsch (* 13. Oktober 1888 in Saarlouis; † 23. November 1976 in Saarbrücken) war ein deutscher Jurist, Regierungsbeamter und parteiloser Politiker. Er war 1934 bis 1935 Leiter der Gestapo-Stelle in Trier, von 1936 bis 1945 Generalstaatsanwalt beim Oberlandesgericht Zweibrücken und von 1940 bis 1945 Leiter der deutschen Justizverwaltung im besetzten Lothringen. Von 1948 bis 1957 war er Präsident des Landesversicherungsamtes und des Landesversorgungsgerichts des Saarlandes sowie von Oktober 1955 bis Januar 1956 saarländischer Ministerpräsident.

## Beruf und Aktivitäten während und nach der Zeit des Nationalsozialismus
Von 1908 bis 1911 studierte er Jura an den Universitäten Freiburg, München und Bonn. 1911 absolvierte er das 1. Staatsexamen und war dann Referendar an den Amtsgerichten Merzig und Saarlouis, am Landgericht und an der Staatsanwaltschaft Saarbrücken sowie am Oberlandesgericht Köln. 1920 legte er in Berlin die 2. Staatsexamensprüfung ab und war dann von 1921 bis 1934 Staatsanwalt in Saarbrücken im damals unter Völkerbundmandat stehenden Saargebiet.
Auf Empfehlung Hermann Görings war Welsch in den Jahren 1934 bis 1935 Referent beim Regierungspräsidenten in Trier und Leiter der dortigen Gestapo-Stelle. Dort wurden im Vorfeld der Volksabstimmung über die staatliche Zugehörigkeit der Saar Spitzelberichte aus dem benachbarten Saargebiet über Antifaschisten gesammelt, von Welsch abgezeichnet und an das Geheime Staatspolizeiamt in Berlin weitergeleitet. Welsch lieferte unter anderem Listen von Beziehern der von Johannes Hoffmann herausgegebenen Zeitung Neue Saarpost, darunter 22 Pfarrer, und Verzeichnisse der kommunistischen Funktionäre an der Saar. Diese Informationen boten den Nationalsozialisten nach dem Anschluss des Saargebiets die Grundlage für Verfolgung, Folter und Mord. Ab Ende 1934 war Welsch zudem „förderndes Mitglied“ der SS. Von 1935 bis 1936 fungierte er als Vertreter des Deutschen Reichs beim Obersten Abstimmungsgerichtshof im Saargebiet, der die Saarabstimmung kontrollieren sollte.
In den Jahren 1936 bis 1945 amtierte Welsch als Generalstaatsanwalt beim Oberlandesgericht Zweibrücken. In dieser Zeit war er außerdem von 1938 bis 1940 Sonderbeauftragter des Reichsjustizministeriums bei der Behörde des „Reichskommissars für die Wiedervereinigung Österreichs mit dem Deutschen Reich“ (Josef Bürckel) und von 1940 bis 1945 Leiter der deutschen Justizverwaltung im besetzten Lothringen. In dieser Position setzte sich Welsch – nach seiner späteren Darstellung – gegen eine Deportierung des französischen Politikers Robert Schuman in ein KZ ein, dieser konnte so in den unbesetzten Teil Frankreichs entkommen. Als Motiv für diese Entscheidung vermutet der Historiker Rainer Hudemann das Kalkül, dass eine Inhaftierung Schumans die Bevölkerung Lothringens gegen die deutsche Zivilverwaltung aufgebracht und diese somit destabilisiert hätte. Als einer der höchsten Juristen des Reiches nahm Welsch im April 1941 an einer Tagung zur „Euthanasie-Aktion“ teil, in der die Staatsanwaltschaften angewiesen wurden, Strafanzeigen wegen der Morde an Kranken und Behinderten nicht zu verfolgen.
Nach dem Krieg stellte Welsch seinen Einsatz für Robert Schuman als Widerstandsakt und Heldentat dar. Mit Rückendeckung der französischen Besatzungsmacht wurde er im Spruchkammerverfahren am 27. November 1947 (kurz nach der Wahl Schumans zum französischen Premierminister) als „unbelastet“ eingestuft; die Historikerin Gisela Tascher bezeichnete dies als eindringliches Beispiel für „die Pervertierung der Entnazifizierung im Saarland“. Anschließend war er von 1948 bis 1957 Präsident des Landesversicherungsamtes und des Landesversorgungsgerichts des Saarlandes und 1950 Präsident des Verwaltungsrates der Eisenbahnen des Saarlandes. Als Verantwortlicher für die Aufsicht über die Krankenkassen im Saarland hatte er Einfluss auf die Entschädigungen für im Nationalsozialismus Verfolgte sowie auf die Regeln der ärztlichen Berufsausübung, die sich ab 1950 wieder an den Gesetzen und Strukturen orientierten, die in der NS-Zeit gegolten hatten. Er stellte anderen ehemaligen NS-Funktionären, wie Willy Schmelcher und seinem früheren Vorgesetzten Josef Bürckel, entlastende Zeugnisse – sogenannte Persilscheine – aus, in denen er ihre Rolle während des Nationalsozialismus verharmloste und beschönigte. Außerdem setzte er sich mit Erfolg für die vorzeitige Haftentlassung des ehemaligen NS-Wehrwirtschaftsführers Hermann Röchling ein.

## Politische Ämter
Von 1951 bis 1952 war Welsch Direktor des saarländischen Ministeriums für Arbeit und Wohlfahrt unter Ministerpräsident Johannes Hoffmann, der in Personalunion auch Arbeitsminister war. Während seiner Amtszeit wurden zahlreiche Beamte, die im Rahmen der Entnazifizierung ihre Positionen und Bezüge verloren hatten, wieder verbeamtet und in leitenden Positionen im Gesundheitswesen eingesetzt. Nach der Ablehnung des von Hoffmann favorisierten Saarstatuts bei der Volksabstimmung am 23. Oktober 1955 trat dieser als Ministerpräsident zurück. Der parteilose Heinrich Welsch wurde am 29. Oktober 1955 vom Landtag übergangsweise zum Ministerpräsidenten gewählt und übernahm zugleich die Ämter des Justizministers und des Ministers für Arbeit und Wohlfahrt. Am 18. Dezember 1955 wurde der Landtag neu gewählt. Welsch regierte mit seinem Kabinett noch bis zum 10. Januar 1956. Sein Nachfolger wurde Hubert Ney von der CDU Saar, der die Vereinigung des Saarlandes mit der Bundesrepublik Deutschland betrieb.

## Weitere Funktionen
Von 1956 bis 1973 war Welsch Präsident des Landesverbandes Saar des Deutschen Roten Kreuzes, daneben von 1957 bis 1972 Vorsitzender des Universitätsrates der Universität des Saarlandes, zeitweise auch Mitglied des Verwaltungsrates des Studentenwerks.

## Auszeichnungen
Heinrich Welsch wurde im Jahr 1958 mit dem Bundesverdienstkreuz und 1968 mit einer der höchsten Stufen, dem Großen Verdienstkreuz mit Stern und Schulterband, ausgezeichnet. Außerdem ernannte ihn die Universität des Saarlandes 1961 zu ihrem ersten Ehrensenator. Der Saarbrückener Universitätspräsident Hans Faillard lobte Welsch in einem Nachruf nach dessen Tod 1976, er habe „sich unermüdlich und in hervorragender Weise seit 1934 um die politischen Geschicke des Landes bemüht“.
Aktenfunde, die der Trierer Historiker Thomas Grotum im Jahr 2018 veröffentlichte sowie eine Initiative der Hochschulgruppe „Linke Liste“ fachten eine Debatte über eine Aberkennung an. Der Antrag des Universitätspräsidenten Manfred J. Schmitt führte im Juli 2018 zur endgültigen Aberkennung.